# Pedro Kanof

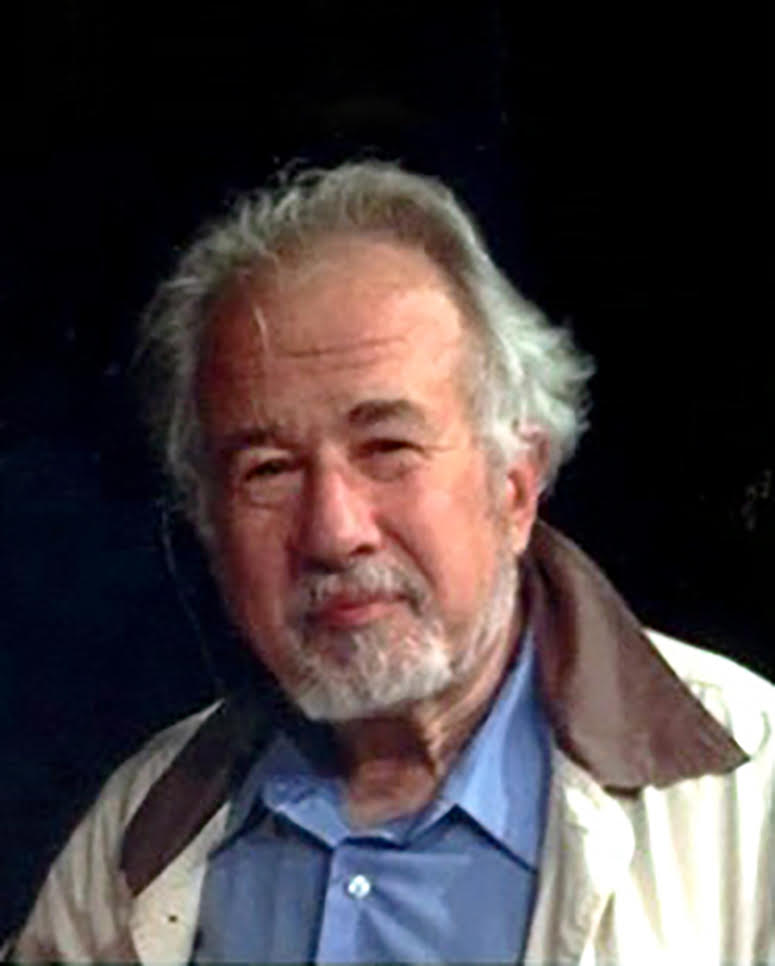
Foto di Pedro R. Kanof

Pedro Roberto Kanof (Buenos Aires, 1944) è un ingegnere e inventore italiano che negli anni ‘80 ha progettato il primo metodo elettronico per il noleggio di biciclette, oggi utilizzato in molte città del mondo per il funzionamento dei sistemi di bike sharing.

## Biografia
Dopo gli studi in Elettronica e Informatica a Buenos Aires e a Parigi, nel 1972 Pedro Kanof si trasferì in Italia, a Milano. Nel 1976 conseguì il dottorato in Ingegneria Elettronica presso il Politecnico di Milano, proseguendo poi le attività di studio a Berkeley, California.

Tra gli anni ‘70 e ‘90, come esperto di IT, Pedro Kanof ha lavorato in industrie (Alfa Romeo, Mondadori) e in organizzazioni finanziarie (Banca Mondiale, Fondo Monetario Internazionale). Nello stesso periodo ha insegnato in varie università, tra le quali la University of California – Berkeley, la Johns Hopkins University, la George Washington University e l’Università degli Studi di Venezia. Nel 1991 ha curato il libro Innovazioni tecnologiche: Nuove opportunità per gli anni '90 pubblicato da Franco Angeli. Nel 2001 ha contribuito al Forum sulla formazione artistica e alla omonima pubblicazione Arteinformazione. L'identità italiana per l'Europa.

Nel 2007 Pedro Kanof ha creato a Washington D.C. l’impresa Kanof Mobility Solution LLC che ha diretto fino al 2016 – per poi proseguire le attività a Milano – con l’obiettivo di produrre e installare la sua ultima invenzione nel campo della mobilità sostenibile: un nuovo sistema di trasporto inclusivo basato su stazioni di parcheggio gestite e protette elettronicamente per tutti i tipi di biciclette, pubbliche e private. Nel 2013 lo United States Patent and Trademark Office (USPTO) ha emesso il brevetto numero 8,508 333 a protezione di questa invenzione.

Dal 2008 ad oggi Pedro Kanof è stato invitato a partecipare a conferenze e congressi professionali internazionali sulla mobilità sostenibile e il trasporto urbano in diverse città (tra le quali Dresda, Copenhagen, Milano, Berlino, Roma, Torino, Lisbona) e in diverse Università (tra le quali Università degli Studi di Napoli Federico II e Universiteit Gent).
Nel maggio 2021 ha pubblicato in Italia: "Inondare le strade di biciclette: per una politica della mobilità sostenibile e inclusiva" (Mimesis, Milano), dove sintetizza la sua proposta per un nuovo sistema di trasporto urbano e suburbano rispettoso dell'ambiente.
Sempre nel maggio 2021 ha anche pubblicato in Argentina il libro "Manuel Sadosky: ciencia con conciencia en América latina" (Paidos, Buenos Aires) dove a partire dalla biografia del suo mentore e amico, mette in rilievo i criteri per uno sviluppo scientifico che risponda alle necessità del Paese.